# Carl Haidn
Carl Haidn, auch Karl Haidn geschrieben (* 5. September 1903 in Loizersdorf, Niederbayern; † 1. August 1998 in Waldkirchen) war ein deutscher Jurist sowie Politiker der NSDAP und von 1939 bis Anfang April 1945 Oberbürgermeister von Düsseldorf.

## Leben
Haidn wurde während seines Studiums 1923 Mitglied der Burschenschaft Cimbria München und der Wiener akademischen Burschenschaft Albia, seit 1984 war er auch Ehrenmitglied der Prager Burschenschaft Teutonia zu Regensburg. Er war promovierter Jurist. Zum 1. März 1931 trat er der NSDAP bei (Mitgliedsnummer 459.978) und vertrat auch publizistisch NS-Positionen. Er wurde 1933 Erster Bürgermeister der Gemeinde Waldkirchen. 1934 wurde Haidn in das Reichsrechtsamt der NSDAP  berufen, wo er bis 1938 tätig war. Am 9. August 1938 kam Haidn nach Düsseldorf als Bürgermeister und wurde Leiter des Haupt-, Rechts-, Personal-, Kultur- und Wirtschaftsamtes. Vom 11. Dezember 1939 bis zum 28. März 1945 war er Oberbürgermeister von Düsseldorf. Nach dem Zweiten Weltkrieg arbeitete Haidn als Rechtsanwalt und vertrat u. a. den ehemaligen Gauleiter Friedrich Karl Florian im Prozess um das Standgericht gegen die Teilnehmer der Aktion Rheinland vor Gericht.